# Rhipidomys ybyrae
Rhipidomys ybyrae — нещодавно описаний вид гризунів родини Cricetidae. Зустрічається в Бразилії.